# Petín
Petín ist eine spanische Gemeinde (Concello) mit 861 Einwohnern (Stand: 2024) in der Provinz Ourense der Autonomen Gemeinschaft Galicien. Die auf dem Gemeindegebiet liegenden Rebflächen gehören zum Weinbaugebiet Valdeorras.

## Geografie
Petín liegt am östlichen Rand der Provinz Ourense an der Grenze zu dem Provinzen León und ca. 85 Kilometer ostsüdöstlich der Provinzhauptstadt Ourense in einer durchschnittlichen Höhe von ca. 300 m. Der Río Sil begrenzt die Gemeinde im Norden.

## Bevölkerungsentwicklung der Gemeinde
Quelle: INE-Archiv – grafische Aufarbeitung für Wikipedia

## Gemeindegliederung
Die Gemeinde Petín ist in sechs Parroquias gegliedert:
| Parroquias           | Patrozinium              | Einwohner 2024 | Fläche km² | Dichte Einw./km² | Höhe msnm | Ortskennzahl |
| -------------------- | ------------------------ | -------------- | ---------- | ---------------- | --------- | ------------ |
| Freixido             | Sagrado Corazón de Xesús | 58             | 3,27       | 18               | 394       | 32060010000  |
| Mones                | San Miguel               | 46             | 9,76       | 5                | 598       | 32060020000  |
| Petín                | Santiago                 | 604            | 2,74       | 220              | 300       | 32060050000  |
| Portomourisco        | San Víctor               | 111            | 4,63       | 24               | 462       | 32060060000  |
| Santa María de Mones | Santa María              | 53             | 4,38       | 12               | 353       | 32060030000  |
| Santoalla do Monte   | Santa Oalla              | 3              | 5,70       | 1                | 935       | 32060040000  |

## Wirtschaft
| Ackerbau, Viehzucht und Fischerei                                                  | 018 | 07,11  |
| Industrie                                                                          | 050 | 019,76 |
| Bauwirtschaft                                                                      | 018 | 07,11  |
| Dienstleistungsbetriebe                                                            | 167 | 066,01 |
| Total                                                                              | 253 | 100,00 |
| * Daten aus dem Statistischen Amt für Wirtschaftliche Entwicklung in Galicien, IGE |     |        |

## Sehenswürdigkeiten
- Eulalienkirche in El Monte
- Marienkirche in Santa María de Mones

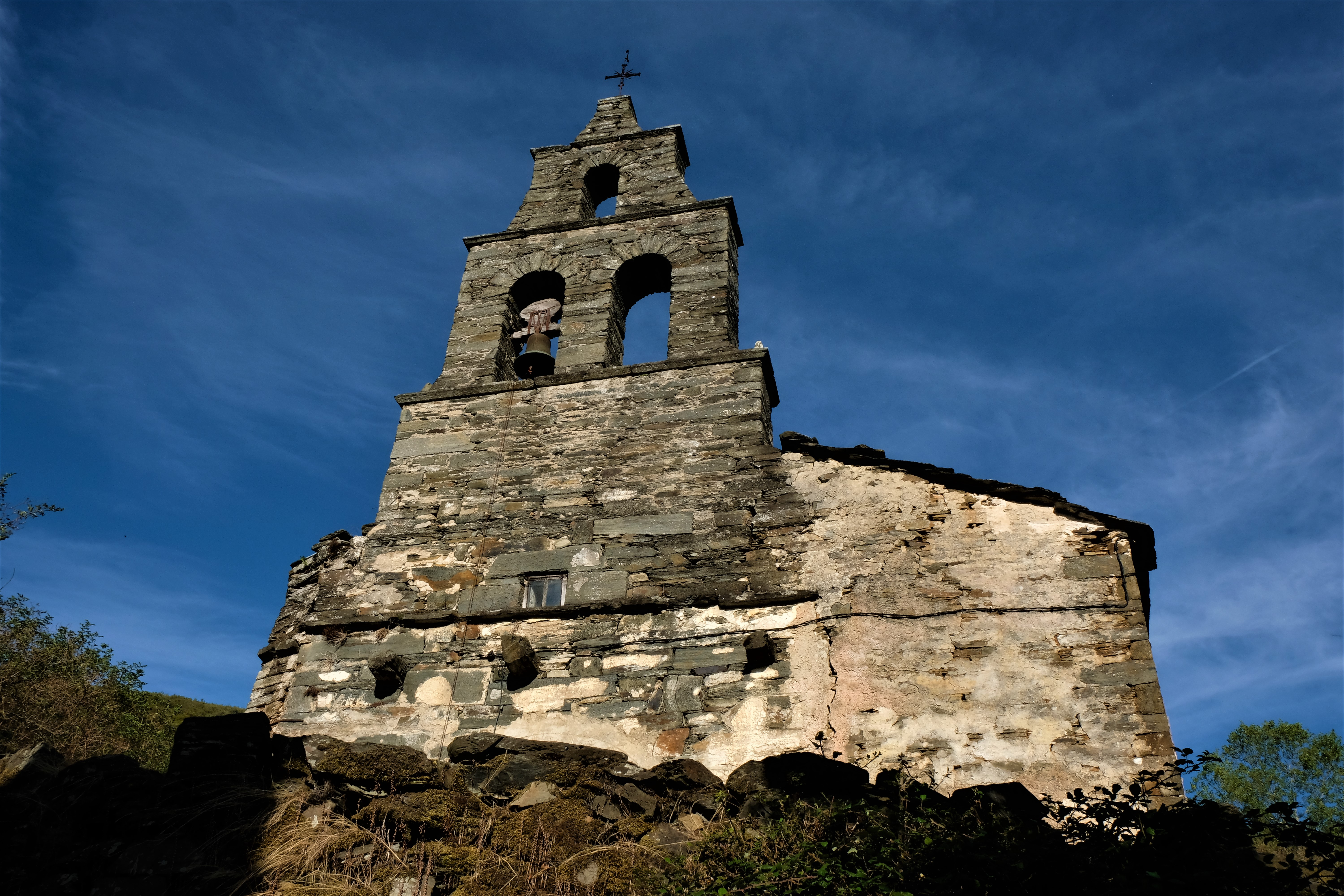
Eulalienkirche
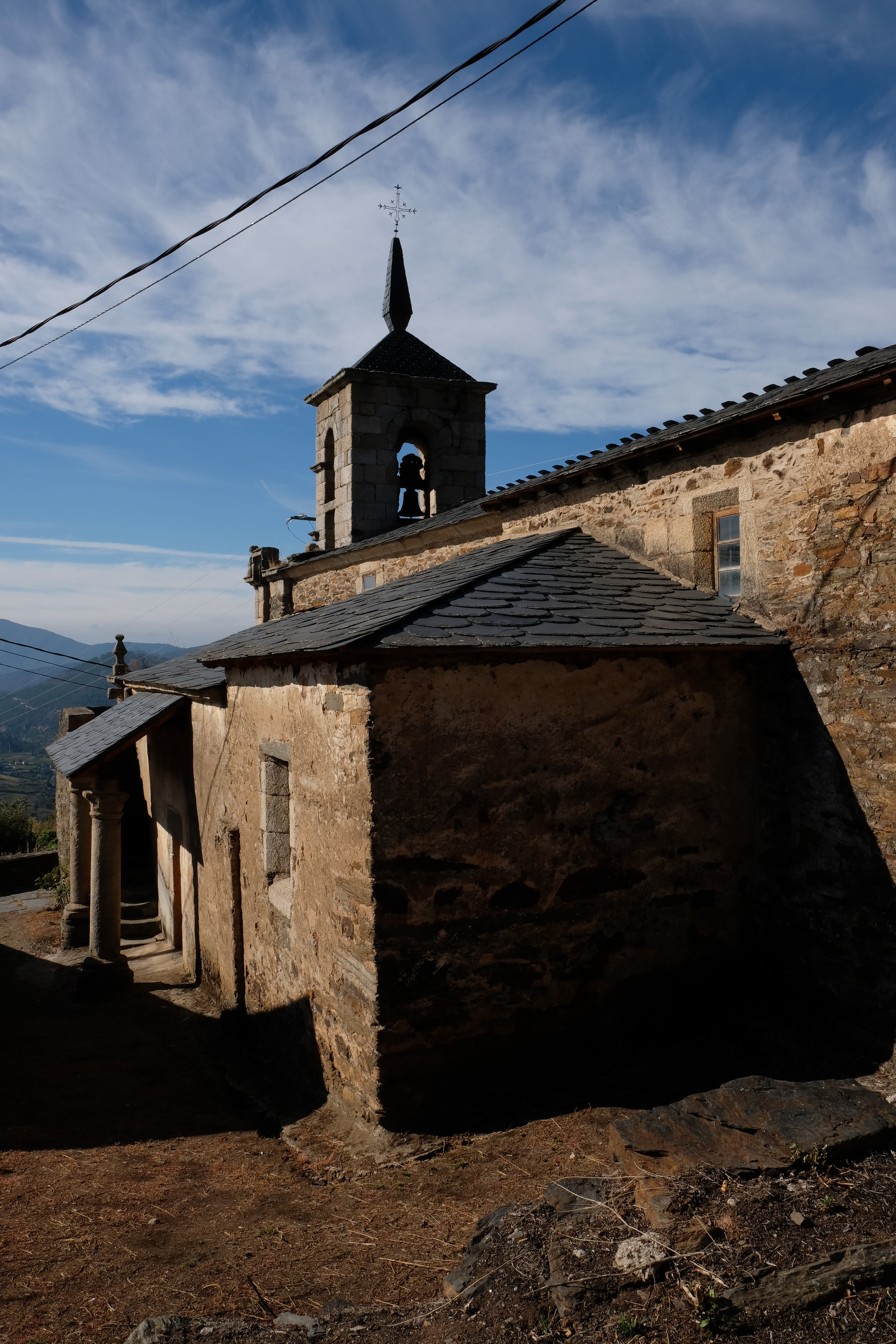
Marienkirche

## Persönlichkeiten
- Beremundo González Rodríguez (1909–1986), Schriftsteller
- José Quiroga (1920–2006), Arzt und Politiker
- Ignacio Vilar (* 1951), Regisseur